# Aristolochia longiflora
Aristolochia longiflora là một loài thực vật có hoa trong họ Aristolochiaceae. Loài này được Engelm. & A.Gray mô tả khoa học đầu tiên năm 1845.